# Tinnum
Tinnum (dansk/tysk) eller Tinem (nordfrisisk) er en landsby beliggende centralt på den nordfrisiske ø Sild mellem Silds hovedby Vesterland og Kejtum i det nordvestlige Sydslesvig. Administrativt hører landsbyen under Sild Kommune i Nordfrislands kreds i den tyske delstat Slesvig-Holsten. I den danske tid indtil 1864 hørte landsbyen under Kejtum Sogn (Landskabet Sild, Utlande og senere Tønder Amt). 
Tinnum er første gang nævnt i 1462. Stednavnet kan henføres til personanvnet Tinne eller til oldnordisk tindr i betydning spids eller spir eller som en sideform til gotisk tains i betydning tvist. I årene 1547 til 1868 var byen sæde for øens landfogeder. Det i 1649 oprettede landfogedhus er i dag et af Silds ældste huse. Byen er præget af store erhvervsvirksomheder og supermarkeder. På marskengene ud for byen ligger det gamle ringvoldsanlæg Tinnumborg.